# Imperatore

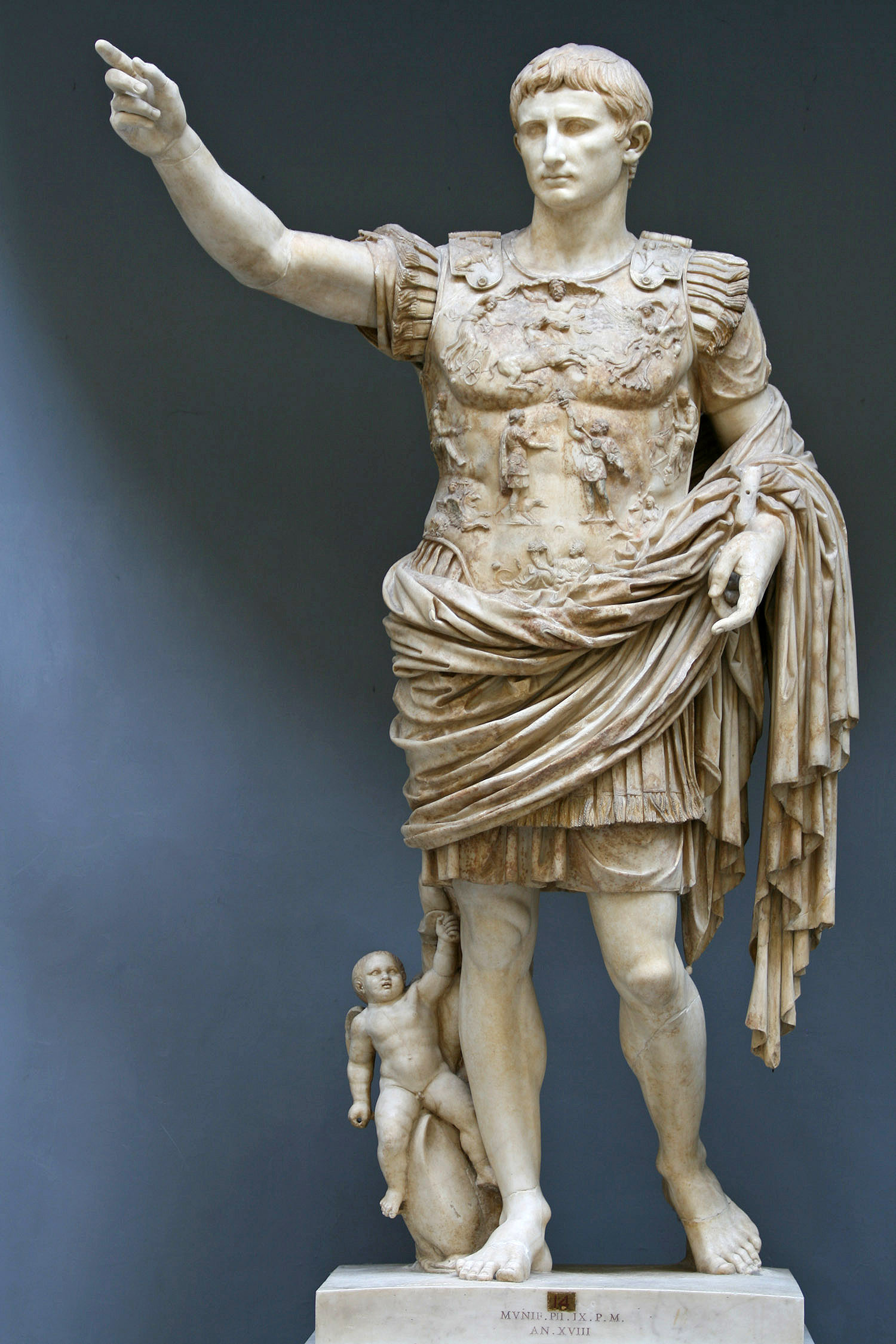
Statua celebrativa di Augusto, primo Imperatore romano.

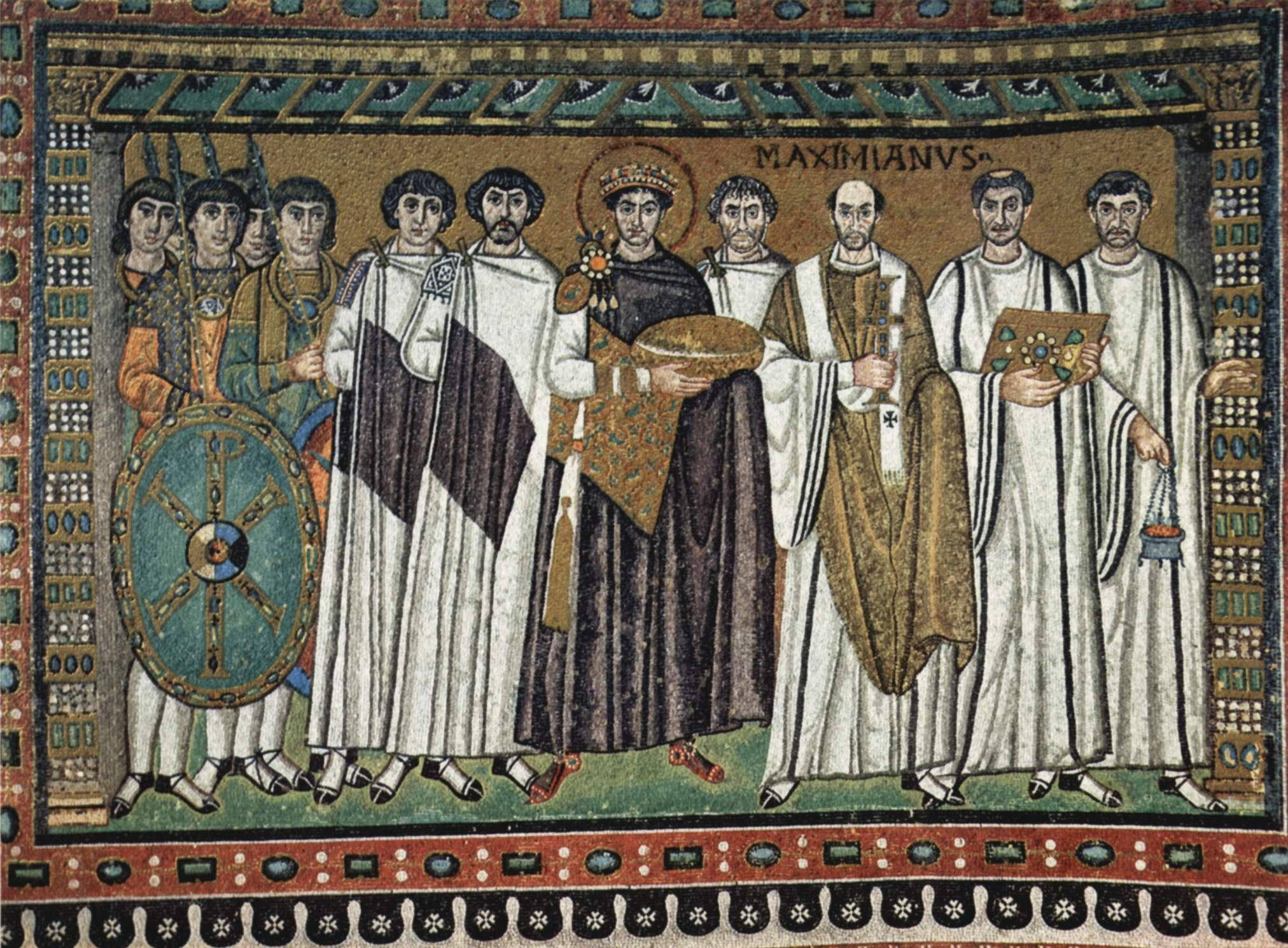
L'imperatore bizantino Giustiniano rappresentato con le insegne del rango assieme alla propria corte.

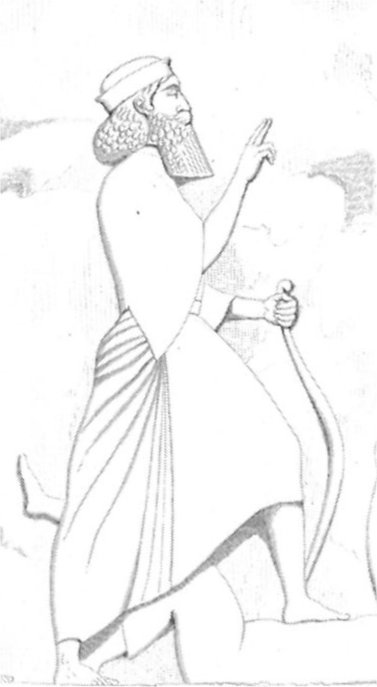
Dario il Grande, Re dei Re (Shahanshah) dell'Impero persiano e Faraone d'Egitto.

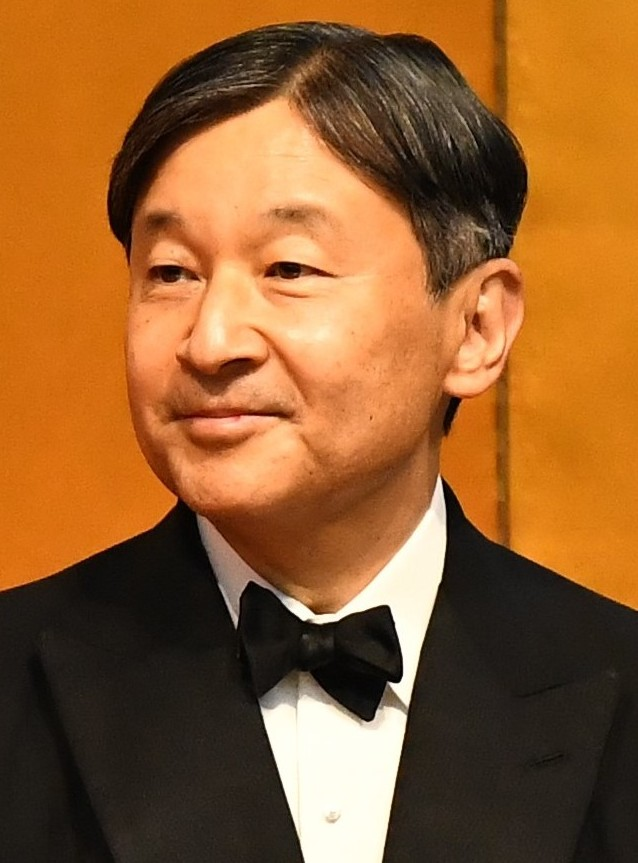
Naruhito, Imperatore del Giappone dal 1º maggio 2019 e unico imperatore regnante al mondo. Ha preso il posto del padre Akihito dopo l'abdicazione di quest'ultimo avvenuta il 30 aprile dello stesso anno.

L'imperatore (dal latino imperator, "detentore del potere militare", "detentore del potere coercitivo") nell'antica Roma era un generale vittorioso e divenne poi il vertice dell'Impero romano. Successivamente il termine venne comunemente utilizzato per indicare il sovrano di un impero, cioè di un'entità politica composta da popoli, religioni e territori diversi. Il termine, originariamente riferito ai soli imperatori romani, è divenuto in Europa, a partire dal Medioevo, un titolo aristocratico, superiore a quello degli altri re e al pari di quello di Papa, e per questo con più influenza cerimoniale o decisionale.
Dalla fine dei regimi monarchici persiano e centrafricano nel 1979, l'unico imperatore regnante al mondo è Naruhito, sovrano del Giappone (天皇 Tennō, "sovrano celeste"), che dal 1º maggio 2019 ha preso il posto del padre Akihito, dopo l'abdicazione di quest'ultimo avvenuta il 30 aprile dello stesso anno.

## Varianti
Al termine generico di Imperatore coincidono spesso titoli specifici, variabili a seconda della cultura e del contesto storico. Tra le principali vi sono:
- Caesar ("Cesare"), (Impero romano)
- Augustus ("Augusto"), (impero romano)
- Basileus ("Re"), (impero bizantino)
- Kaiser ("Cesare"), (Sacro Romano Impero, Impero austriaco, Impero austro-ungarico e Impero tedesco)
- Imperator et Princeps rei publicae Venetiarum (“imperatore” e “principe”), (Impero veneziano)
- Zar ("Cesare"), (Impero russo, Impero serbo e Impero bulgaro)
- Padishah (Impero ottomano e Impero moghul, il cui sovrano era chiamato anche "Gran Moghul")
- Shāhanshāh ("Re dei Re"), (Impero persiano)
- Huang Di ("Divino sovrano", tradotto anche come "Augusto imperatore") (Impero cinese)
- Hoàng đế ("Divino sovrano") (Impero vietnamita)
- Tennō ("Sovrano celeste"), (Impero giapponese e Giappone dopo la costituzione del 1946)
- Khakhan ("Re dei Re"), (Impero mongolo, e da dinastie imperiali caucasiche)
- Huey Tlatoani ("Riverito Oratore"), (Impero azteco)
- Negus Neghesti ("Re dei Re"), (Impero abissino)
- Qhapaq Inca ("Inca sovrano"), (Impero inca).

## Origini e utilizzo del termine
Il termine imperatore e l'originale latino imperator erano connessi nell'antica Roma con il concetto di imperium, cioè il potere militare e coercitivo, con diritto di vita o di morte, posseduto dai magistrati maggiori. In sostanza il comando e il dominio esercitati da Roma (come stato, o entità politico/nazionale, ed estensivamente nella figura dei suoi magistrati).
Originariamente il titolo di imperator veniva tributato sul campo dalle truppe e quindi assegnato dal Senato romano in occasione del trionfo ai generali vittoriosi come testimonianza della loro capacità di manifestare l'imperium di Roma. Vi potevano perciò essere più imperatori viventi in uno stesso momento.
Con Giulio Cesare il titolo venne per la prima volta attribuito stabilmente come praenomen di un magistrato in virtù delle innumerevoli vittorie militari e della supremazia di fatto conseguita nel governo della morente Repubblica. Ma la vera svolta avvenne con Augusto, il quale attribuendosi il titolo di imperator lo fece diventare uno dei titoli ufficiali del princeps e dei suoi successori a capo dello stato romano, in quanto titolari del potere supremo conferitogli dal Senato come imperium maius et infinitum. Con la definitiva divisione dell'Impero Romano alla morte di Teodosio gli imperatori divennero stabilmente due, quello di Occidente e quello di Oriente. Dopo l'estinzione dei due Imperi Romani, entrambi i titoli furono ripresi, in entrambi i casi dopo qualche secolo di vacanza.
Infatti nell'anno 800 Carlo Magno si proclamò Imperatore dei Romani, così ritenendosi il continuatore dell'Impero d'Occidente. Analogamente, un secolo dopo la caduta di Bisanzio i sovrani di Russia, che dapprima governavano con il titolo di Gran Principe, si fregiarono del titolo di zar (da Caesar), ritenendosi pertanto i legittimi eredi dell'Impero Bizantino. Nel frattempo era avvenuto lo scisma religioso fra Chiesa latina e Chiesa Greca e pertanto l'Imperatore era diventato il vertice del potere temporale nell'ambito della rispettiva chiesa. Per questo motivo era impensabile che ci fossero altri imperatori in Europa.
Singolare esempio di potere imperiale  e cesaropapismo in Italia è stato il dogado veneto: il Doge (Dux Venetiarum) fin dalle origini assume il controllo civile e religioso sulle terre controllate e ingaggia varie guerre con il patriarcato di Aquileia controllato dal vescovo di Roma. Con l'arrivo delle spoglie di San Marco evangelista da Alessandria viene istituita la cappella ducale di San Marco (Basilica di San Marco) a cui capo sta il doge. Per tutta la durata della Serenissima il doge esercita prerogative vescovili, presiede alla messa come celebrante, nomina i vescovi della sua diocesi "nullīus" e non teme scomuniche o minacce dal vescovo di Roma. 
Il principe di Venezia non riconosce alcuna autorità a lui superiore e pertanto si considera un imperatore. In occasione della pace tra il vescovo romano e l'imperatore germanico a Venezia, il doge Ziani esercita il ruolo di Imperator romano quale giudice super partes che ricompone i dissidi e favorisce la pace. Da allora in poi avrà diritto a tutti i segni di sacralità che il papa romano esibiva: ombrello, spada, ceri, vessilli, sedia; ma anche a tutta la simbologia imperiale bizantina. È l’unico sovrano dell’epoca tardo antica e medievale che realmente detiene il potere civile e religioso sui suoi territori, anticipando il ruolo di capo della chiesa dei re inglesi.
Egli è a capo della chiesa di San Marco e detentore del Patriarcato di Alessandria d'Egitto, del Patriarcato di Costantinopoli e del Patriarcato di Antiochia a seguito della conquista di Costantinopoli durante la quarta crociata. Proprio per la presa di Costantinopoli, tra il 1204 e il 1356 il doge veneziano detiene il titolo di “Dominus quartae partis et dimidiae totius Imperii Romaniae” (Signore di un quarto e mezzo dell'Impero di Romània) come un vero e proprio Imperatore Romano (“princeps ac imperator rei publicae venetiarum”) e legittimo successore al deposto imperatore bizantino. Infatti l’imperatore latino di Costantinopoli Baldovino Conte di Fiandra riceve molto meno nella spartizione dell’impero: il Doge Enrico Dandolo ottiene oltre la metà di tutte le ricchezze bizantine, e si assegna la chiesa di Santa Sofia e tutto il quartiere circostante.  Tutti i feudatari erano tenuti alla fedeltà nei confronti dell'imperatore latino, ma non il doge Veneto che era stato indicato inizialmente come il vero imperatore da nominare.
In conseguenza delle esplorazioni dell'età moderna gli Europei iniziarono però a riconoscere il titolo di imperatore al maggior sovrano di ogni area religiosa. Così chiamarono "imperatore" quello Ottomano, in quanto riconosciuto califfo dai sunniti; quello Persiano, in quanto vertice degli sciiti; il Gran Mogul (sebbene fosse sunnita) per l'India; quello cinese; il Negus per i cristiani della chiesa ortodossa etiope monofisita; il khan dei Mongoli fino a che non divenne vassallo dei Qing. Nel Giappone, gli Europei chiamano "imperatore" il Tenno, il "sovrano celeste" di proclamata origine divina in cui si incarnava la nazione giapponese.
Un caso particolare e che rende confusa la definizione di Imperatore è proprio quello giapponese. Dal 1192 al 1897 il governo dello stato era esercitato non dal Tenno ma dallo Shōgun, o dai loro reggenti shikken (1203–1333) la cui autorità era conferita per decreto imperiale. Quando i primi esploratori Portoghesi entrarono in contatto col Giappone nel XVI secolo, descrissero la situazione locale vedendo dei parallelismi con quella europea. Il ruolo del Tenno, il cui potere era soprattutto religioso, spirituale e formale, con grande autorità simbolica ma poco potere politico, venne messo in analogia con quello del Papa; lo shogun invece, poiché possedeva il potere amministrativo, militare ed effettivo, venne paragonato a quello dei sovrani temporali europei (i vari re o l'imperatore del Sacro Romano Impero). 
Addirittura, in alcuni documenti ci si riferiva allo shogun o comunque al reggente come a un "Imperatore", per esempio nel caso di Toyotomi Hideyoshi, che i missionari chiamavano "Imperatore Taicosama" (da Taiko + il suffisso onorifico sama). In realtà questa analogia non era precisa, dato che il Papa stesso esercitò un potere temporale diretto sullo Stato della Chiesa, sebbene la sua autorità al di fuori di esso fosse meramente simbolica. Un altro parallelismo è piuttosto invece con gli ultimi imperatori romani e la figura del Magister militum, poiché nei suoi ultimi anni l'Imperatore romano divenne una figura anche dotata di autorità religiosa ma perse gran parte del potere effettivo dovendo poi delegare a quest'ultimo il comando, in maniera molto simile a quanto avvenuto con lo Shogun. In entrambi i casi, d'altronde, il titolo è traducibile come "comandante dell'esercito". La situazione cambiò nel XIX secolo con il cosiddetto Rinnovamento Meiji, quando lo shogunato venne sciolto e tutto il potere tornò nelle mani del Tenno.
Questa idea che ci fosse un solo imperatore per ogni chiesa finì nel XIX secolo, con l'affermarsi dell'Illuminismo e del Nazionalismo. Il termine imperatore tornò ad un significato originario, legato a quello dell'imperium e dell'espansionismo militare. Perciò presero il titolo di imperatore i sovrani degli stati più estesi e potenti: quelli di Austria e Russia erano già imperatori in quanto eredi dei due Imperi Romani, a loro si affiancava il Sultano dell'Impero ottomano e, con l'inizio dell'epoca coloniale vennero definiti imperi anche quelli come l'Impero britannico, sebbene il sovrano continuasse ad essere chiamato re.
Napoleone proclamandosi imperatore dei Francesi nel 1804 creò un secondo titolo imperiale all'interno del mondo cattolico. Nel 1870 la Guerra Franco-Prussiana portò all'abdicazione di Napoleone III e alla fine dell'Impero Francese, ma contemporaneamente portò alla proclamazione dell'Impero Germanico. Nel frattempo la conquista inglese dell'India aveva portato la regina Vittoria a proclamarsi Imperatrice delle Indie, quale continuatrice del Gran Mogol. Analogamente nel 1936 Vittorio Emanuele III fu proclamato Imperatore d'Etiopia per aver conquistato lo stato del Negus.
Intanto la caduta dello shogunato nel 1868 portò il Giappone ad avere una costituzione simile a quella degli imperi europei e perciò gli Europei riconobbero il titolo di imperatore al Tenno. La concentrazione maggiore di Imperatori nel mondo si ebbe in due periodi, dal 1863 al 1867 con 10 nazioni o federazioni di stati che avevano come capo un Imperatore: Austria-Ungheria, Russia, Francia, Impero ottomano, Messico, Brasile, Abissinia, Giappone, Cina, Iran; e dal 1876 al 1889 con altri 10 paesi: Austria-Ungheria, Russia, Germania, Regno Unito, Abissinia, Giappone, Iran, Impero ottomano, Cina, Brasile. Successivamente, dal 1889 al 1912, essendo divenuto Repubblica il Brasile nel 1889, gli Imperatori scesero a 9; 8 dal 1912 al 1918, con la Cina divenuta Repubblica nel 1912. Dal 1918 al 1936 gli Imperatori scesero a 4, essendo divenute Repubbliche dopo la prima guerra mondiale l'Austria la Russia la Germania e la Turchia. Nel 1936, completata la conquista italiana dell'Etiopia, anche l'Italia poté vantare un suo Imperatore a discapito dell'Abissinia. Dal 1941 al 1947 gli Imperatori erano ancora 4 nel mondo (Regno Unito, Giappone, Iran, Etiopia); dal 1979 ad oggi solo il Giappone ha però mantenuto il titolo Imperiale, decadendo invece per il Regno Unito nel 1947 con la perdita dell'India, per l'Etiopia, diventata Repubblica nel 1975 e per l'Iran, con la deposizione dello Scià nel 1979.
Vi furono anche imperi di breve durata, come quelli del Messico, di Haiti, fino a quello centrafricano di Bokassa. Questi sono imperatori riconosciuti come tali dalla diplomazia europea. Infine bisogna osservare che oggi gli storici contemporanei tendono a chiamare imperatori tutti i sovrani di stati extraeuropei che abbiano conquistato ampi territori. Così abbiamo imperatori Aztechi e Inca, si parla di imperi africani o indocinesi, in certe epoche si chiamano imperi contemporaneamente vari stati indiani. Tuttavia, quando questi stati esistevano i loro sovrani non ricevevano dagli europei il titolo di imperatore, bensì quello di re.
Analogamente l'espressione impero coloniale è un'espressione utilizzata dagli storici, ma al vertice di questi cosiddetti imperi c'erano generalmente dei re, come accadde per Spagna, Italia, Regno Unito, Paesi Bassi e Belgio e addirittura dei Presidenti, questi i casi di Francia e Portogallo che nonostante fossero delle Repubbliche possedevano un Impero Coloniale.

## Voci correlate

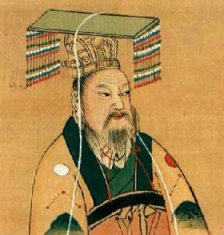
Qin Shi Huangdi primo Imperatore della Cina.